# Атамедов, Куванч
Куванч Атамедов (1915 год, Хивинское ханство — неизвестно, Калининский район, Туркменская ССР) — председатель колхоза «Третья пятилетка» Калининского района Ташаузской области, Туркменская ССР. Герой Социалистического Труда (1950).

## Биография
Родился в 1915 году в крестьянской семье в одном из сельских населённых пунктов Хивинского ханства (в советское время — на территории Ленинского района Ташаузской области, сегодня — Болдумсазский этрап Дашогузский велаят).
Трудился в частном сельском хозяйстве. Во время коллективизации вступил в товарищество по совместной обработки земли, позднее преобразованное в колхоз «Третья пятилетка» Калининского района. В послевоенное время избран председателем этого же колхоза.
В 1948 году участвовал в ликвидации последствий Ашхабадского землетрясения, за что был награждён Орденом Трудового Красного Знамени.
В 1949 году колхоз «Третья пятилетка» сдал государству в среднем с каждого гектара по 30,8 центнера хлопка-сырца с площади в 113 гектаров. Указом Президиума Верховного Совета СССР от 21 июля 1950 года удостоен звания Героя Социалистического Труда за «получение высокого урожая хлопка на поливных землях в 1949 году» с вручением ордена Ленина и золотой медали «Серп и Молот» (№ 5270).
Проживал в Калининском районе Ташаузской области. Дата смерти не установлена.
Награды
- Герой Социалистического Труда
- Орден Ленина
- Орден Трудового Красного Знамени (28.01.1950)